# Sabine Hartelt
Sabine Hartelt (* 27. August 1960 in Bielefeld) ist eine deutsche Sportmoderatorin.
Hartelt begann ihre berufliche Laufbahn in Düsseldorf bei der Neuen Ruhr-Zeitung. Seit 1985 ist der WDR ihr Arbeitgeber. Dort moderierte sie unter anderem die Sportschau, die Sendung Hollymünd und berichtete beispielsweise von mehreren Olympischen Spielen, der Fußball-Weltmeisterschaft 1994 sowie der ersten Frauen-Fußball-Weltmeisterschaft. Hartelt lebt mit der ehemaligen Freien Mitarbeiterin des WDR Susanne Sgrazzutti zusammen.